# SpVgg Weiden 2010
SpVgg Weiden 2010 is een Duitse voetbalclub uit Weiden in der Oberpfalz.
De club komt voor uit de in 1912 opgerichte turnenvereniging Turnerbund Weiden en werd op 19 januari 1924 zelfstandig. Tussen 1929 en 1934 speelde de club samen met Fußball Club Windischeschenbach als SpVgg Weiden-Windischeschenbach. In 1934 werd de Gauliga Bayern bereikt. Na één seizoen degradeerde de club maar keerde in 1941 terug nu samen met Reichsbahn SV Weiden als onderdeel van het door de Tweede Wereldoorlog noodzakelijke samenwerkingsverband Reichsbahn Sport- und Spielvereinigung Weiden. Na de oorlog ging de club weer als SpVgg Weiden spelen.
De club speelde sindsdien in de Landes- en Amateurliga Bayern. Eind jaren 70 zakte de club weg tot in de Bezirkliga. In de jaren 90 speelde SpVgg Weiden in de Oberliga Bayern en kwam de club ook tweemaal uit in het toernooi om de DFB Pokal. In 2009 werd de club kampioen en promoveerde naar de Regionalliga Süd. Ook speelde de club in het seizoen 2009/10 weer in de DFB Pokal.
Op 1 december 2010 ging de club failliet en trok zich terug uit de Regionalliga. Op 21 december werd opvolger SpVgg Weiden 2010 e.V opgericht. Onduidelijk is of de club is opgeheven maar momenteel (2019/20) neemt de club met geen enkel team aan de competitie deel.

## Erelijst
- Opper Palatinate/Lager Bavaria: 1934, 1940, 1941
- Bayernliga (V): 2009
- Amateurliga Bayern (III): 1954 (zuid), 1965
- Landesliga Bayern-Mitte (V): 1954, 1964, 1985, 1988, 2006, 2024
- Oberpfalz Beker: 1996, 1997, 2009

Nord:
TSV Abtswind · 
DJK Ammerthal · 
ASV Cham · 
VfB Eichstätt ·
SC Eltersdorf ·
ATSV Erlangen · 
DJK Gebenbach · 
SpVgg Bayern Hof · 
FC Ingolstadt 04 II ·
TSV Karlburg · 
TSV Kornburg ·
FC Eintracht Münchberg ·
TSV Neudrossenfeld ·
ASV Neumarkt · 
SV Fortuna Regensburg ·
Jahn Regensburg II · 
SpVgg Weiden 2010 ·
Würzburger FV

Süd:
Türkspor Augsburg · 
TSV Dachau · 
FC Deisenhofen · 
SV Erlbach ·
TSV Grünwald ·
SV Heimstetten ·
FC Ismaning · 
SV Kirchanschöring · 
TSV Kottern · 
TSV 1882 Landsberg · 
FC Memmingen ·
TSV 1860 München II · 
TSV 1861 Nördlingen ·
FC Pipinsried ·
TSV 1896 Rain ·
SV Schalding-Heining ·
1. FC Sonthofen ·
SpVgg Unterhaching II